# Wilhelm Nülle
Wilhelm Nülle (* 23. Juni 1885; † 4. September 1973 in Schliersee, Oberbayern) war ein preußischer Landrat im schlesischen Landkreis Wohlau von 1920 bis 1932, nach anderen Quellen bereits ab 1919. 1932 bis 1933 diente Nülle als kommissarischer Landrat im Kreis Schwerin (Warthe).
Nach dem Zweiten Weltkrieg lebte Nülle als Regierungsrat a. D. in Ostercappeln und wurde nach seinem Tod im dortigen Familiengrab beerdigt. 